# 505 v. Chr.
Portal Geschichte | Portal Biografien | Aktuelle Ereignisse | Jahreskalender | Tagesartikel

◄ |
7. Jahrhundert v. Chr. |
6. Jahrhundert v. Chr. |
5. Jahrhundert v. Chr. |
►

◄ | 520er v. Chr. | 510er v. Chr. | 500er v. Chr. | 490er v. Chr. |
480er v. Chr. |
►

◄◄ | ◄ | 508 v. Chr. | 507 v. Chr. | 506 v. Chr. | 505 v. Chr. |
504 v. Chr. |
503 v. Chr. |
502 v. Chr. |
► |
►►

## Ereignisse

### Politik und Weltgeschehen
- Marcus Valerius und Publius Postumius Tubertus sind der Legende nach Konsuln der Römischen Republik.
- um 505: Kleandros wird Tyrann von Gela auf Sizilien. Er beginnt gemeinsam mit seinem Bruder Hippokrates mit der Befestigung der Höhen nördlich der Stadt.

### Kultur
- Ab etwa 505 v. Chr. sind der Kleophrades-Maler und der Berliner Maler, zwei attische Vasenmaler im rotfigurigen Stil, in Athen tätig. Namentliche Bekanntheit erlangt der griechische Vasenmaler Onesimos.
- Die letzten Werke des attischen Vasenmalers Psiax entstehen. Sein Gesamtwerk umfasst etwa 60 überlieferte Vasen seit dem Jahr 525 v. Chr.

## Geboren
- Zeng Shen, chinesischer Philosoph aus dem Staate Lu zur Zeit der späten Frühlings- und Herbstperiode, Schüler des Konfuzius (gest. um 436 v. Chr.)

## Gestorben
- Vijaya, mythischer Stammvater der Singhalesen und erster König von Sri Lanka (* vor 543 v. Chr.)